# Coupe de Belgique de football 1982-1983
Navigation
Coupe de Belgique 1981-1982 Coupe de Belgique 1983-1984
La Coupe de Belgique de football 1982-1983 est la vingt-huitième édition de l'épreuve, organisée par l'URBSFA. Le trophée est remporté pour une 2e fois par le SK Beveren.

## Fusions (s) - Changement(s) de nom
- En juillet 1982, le K. Lierse SV reprend sa dénomination historique de K. Lierse SK. À la suite d'une fusion avec le Lyra (matricule 52) en 1972, le matricule 30 zavait du, comme le prévoyait le règlement de l'époque adopter une autre dénomination. Rappelons que l'obligation réglementaire pour pouvoir reprendre une « ancienne » dénomination était à l'époque de 10 ans. Pour l'anecdote précision qu'un nouveau « Lyra » est récréé en '72 par des opposants à la fusion. Ce nouveau club porte désormais le nom de K. Lyra-Lierse Berlaar et a été autorisé en 2020 à reprendre le « matricule 52 ». En faillite, le Lierse et son matricule 30 ne reçoivent pas la licence nécessaire et disparaissent en 2018.

- Fusion formant le R. Francs Borains B-B-E ⇒ voir détails.

## Fonctionnement - Règlement
La Coupe de Belgique 1982-1983 est jouée par matchs à élimination directe jusqu'au stade des 1/8es de finale. Ensuite les Quarts et les Demi-finales sont joués par rencontres aller/retour. Les équipes de Division 1 et de Division 2 commencent l'épreuve à partir des trente-deuxièmes de finale.
Plusieurs clubs participent à cette 28e édition. Quatre tours préliminaires en concernent 222 issus de tous les niveaux inférieurs (dont deux de D2). Au total, les 254 équipes proviennent des divisions suivantes :
- de séries provinciales du championnat de Belgique
- de Promotion ou Division 4
- 32 clubs de Division 3
- 16 clubs de Division 2
- 18 clubs de Division 1

### Déroulement schématique

#### Tours préliminaires
- TOUR 1: 64 rencontres, 128 clubs des Séries provinciales
  - TOUR 2: 64 rencontres, 64 qualifiés du Tour 1 + les 64 clubs de Promotion de la saison précédente (qui sont têtes de série et ne se rencontrent pas entre eux)
    - TOUR 3: 32 rencontres, 64 qualifiés du Tour 2 (pré-tirage intégral, plus de tête de série)
      - TOUR 4: 32 rencontres, 32 qualifiés du Tour 3 + les 32 clubs de Division 3 de la saison précédente (qui sont têtes de série et ne se rencontrent pas entre eux)

#### Phase finale
- 1/32e de finale : 32 qualifiés du Tour 4, 16 clubs de Division 2 de la saison précédente et 16 clubs de Division 1 de la saison précédente (D1 et D2 sont têtes de série et ne se rencontrent pas entre elles)
  - 1/16e de finale (à partir de ce tour, tirage intégral, plus de têtes de série)
    - 1/8e de finale
      - 1/4 de finale (aller/retour)
        - 1/2 finales (aller/retour)
          - FINALE

### Prolongation - Replay
Lors des 1/32es, des 1/16es de finale et kes1/8es, en cas d'égalité à la fin du temps réglementaire, on joue une prolongation de 2 fois 15 minutes. Si l'égalité persiste, un « replay » est disputé sur le terrain de l'équipe qui s'était initialement déplacé&e. Lors des quarts de finale et des demi-finales, jouées en « aller/retour », les buts inscrits en déplacement sont prépondérants pour départager les égalités. Si au terme de la rencontre « retour », le départage n'est pas fait par le critère « but(s) en déplacement », on dispute une prolongation de 2 fois 15 minutes, suivie d'une éventuelle séance de tirs au but si la parité subsiste.

## Calendrier
Le tirage au sort des quatre tours éliminatoires et des trente-deuxièmes de finale a lieu en juin 1982 au siège de l'URSBSFA.
| Nom                                   | Tirage au sort | Date aller                          | Date retour                         | Équipes participantes | Équipes restantes |
| ------------------------------------- | -------------- | ----------------------------------- | ----------------------------------- | --------------------- | ----------------- |
| Quatrième tour préliminaire           | juin 1982      | 21 et 22 août 1982                  | 21 et 22 août 1982                  | 64                    | 32                |
| Trente-deuxièmes de finale *          | juin 1982      | 28 au 29 août 1982                  | 28 au 29 août 1982                  | 64                    | 32                |
| Seizièmes de finale                   | ???            | du 27 au 31 octobre 1982            | du 27 au 31 octobre 1982            | 32                    | 16                |
| Huitièmes de finale                   | ???            | du 8 janvier 1983 au 2 février 1983 | du 8 janvier 1983 au 2 février 1983 | 16                    | 8                 |
| Quarts de finale                      | ???            | 27 février 1983                     | 23 mars 1983                        | 8                     | 4                 |
| Demi-finales                          | ???            | 1er juin 1983                       | 4 juin 1983                         | 4                     | 2                 |
| Finale                                | -              | 11 juin 1983                        | 11 juin 1983                        | 2                     | -                 |
| * entrée des clubs de D1 et D2 belges |                |                                     |                                     |                       |                   |

## Légende
|  | Clubs qualifiés pour le tour suivant |
|  | Tenant du trophée                    |

## Trente-deuxièmes de finale

### Participants

#### par Régions
| Régions         | Total | D1 | D2 | D3 | P  | Prov' |
| --------------- | ----- | -- | -- | -- | -- | ----- |
| Bruxelles       | 3     | 2  | 0  | 1  | 0  | 0     |
| Région flamande | 48    | 13 | 14 | 14 | 7  | 0     |
| Région wallonne | 13    | 3  | 2  | 3  | 4  | 1     |
| TOTAUX          | 64    | 18 | 16 | 18 | 11 | 1     |

#### par Provinces
La province de Luxembourg n'est plus représentée. Et une fois de plus il n'y a aucun cercle du Brabant wallon encore en lice. Le Limbourg fait la course en tête avec Anvers...
| # | Provinces                                                                    | Total | Div. 1 | Div. 2 | Div. 3 | Prom  | prov' |
| - | ---------------------------------------------------------------------------- | ----- | ------ | ------ | ------ | ----- | ----- |
| 1 | Province d'Anvers                                                            | 12    | 3      | 4      | 3      | 2     | 0     |
| 2 | Province de Brabant Région de Bruxelles-Capitale Province du Brabant flamand | 9 3 6 | 2 2 0  | 2 0 2  | 3 1 2  | 2 0 2 | 0 0   |
| 3 | Province de Flandre-Occidentale                                              | 10    | 4      | 1      | 3      | 2     | 0     |
| 4 | Province de Flandre-Orientale                                                | 8     | 3      | 3      | 2      | 0     | 0     |
| 5 | Province de Hainaut                                                          | 6     | 0      | 2      | 3      | 0     | 1     |
| 6 | Province de Liège                                                            | 6     | 3      | 0      | 0      | 3     | 0     |
| 7 | Province de Limbourg                                                         | 12    | 3      | 4      | 4      | 1     | 0     |
| 9 | Province de Namur                                                            | 1     | 0      | 0      | 0      | 1     | 0     |
|   | TOTAUX                                                                       | 64    | 18     | 16     | 18     | 11    | 1     |

### Résultats 1/32es
Les matches sont joués les samedi 28 et le dimanche 29 août 1982. Les équipes de Division 1 et de Division 2 entrent en compétition lors de ce tour (à l'exception des montants depuis la « Division 3 » qui ont débuté au 4e tour préliminaire). 
- 64 clubs pour 32 rencontres. Les deux plus hautes divisions se présentent au complet.
  - Le R. Francs Borains B-B-E termine son beau parcours par une rencontre de gala perdue avec les honneurs contre le Standard, champion national en titre.
  - Exploit de l'Eendracht Gerhees qui reste le dernier engagé de Division 3.
  - Carton plein pour les clubs de l'élite.

| Dates        | Niv | N° | Équipe 1                                | Équipe 2                        | Score 90' | Score 120' | Tirs au but |
| 28 août 1982 | T   | 1  | Eendracht Wervik (P)                    | K. SC Hasselt (II)              | 1-2       |            |             |
| 28 août 1982 | T   | 2  | R. AEC Mons (III)                       | K. SV Oudenaarde (II)           | 1-1       | 1-1        | 2-4         |
| 28 août 1982 | T   | 3  | K. SV Waregem (I)                       | K. St-Niklaasse SK (II)         | 2-0       |            |             |
| 28 août 1982 | T   | 4  | KV Mechelen (II)                        | Aubel FC (P)                    | 8-0       |            |             |
| 28 août 1982 | T   | 5  | R. RC Tournaisien (III)                 | K. SK Tongeren (I)              | 0-1       |            |             |
| 28 août 1982 | T   | 6  | K. Beringen FC (II)                     | FC Assent (III)                 | 3-1       |            |             |
| 28 août 1982 | T   | 7  | K. VK Tienen (P)                        | K. RC Harelbeke (II)            | 0-0       | 0-0        | 4-5         |
| 28 août 1982 | T   | 8  | K. Lierse SK (I)                        | K. Hoger-Op Merchtem (P)        | 4-1       |            |             |
| 28 août 1982 | T   | 9  | K. FC Diest (II)                        | R. Stade Waremmien FC (P)       | 1-1       | 3-1        |             |
| 28 août 1982 | T   | 10 | R. SC Anderlechtois (I)                 | K. FC Turnhout (III)            | 7-1       |            |             |
| 28 août 1982 | T   | 11 | K. FC Winterslag (I)                    | VC Jong Lede (III)              | 2-0       |            |             |
| 28 août 1982 | T   | 12 | K. Beerschot VAV (I)                    | K. FC Dessel Sport (III)        | 5-0       |            |             |
| 28 août 1982 | T   | 13 | SK Beveren (I)                          | UR Namur (P)                    | 8-0       |            |             |
| 29 août 1982 | T   | 14 | K. FC Herentals (III)                   | R. Charleroi SC (II)            | 0-1       |            |             |
| 29 août 1982 | T   | 15 | Hoeselt VV (III)                        | K. RC Mechelen (II)             | 0-3       |            |             |
| 29 août 1982 | T   | 16 | KV Kortrijk (I)                         | K. FC Germinal Ekeren (P)       | 2-1       |            |             |
| 29 août 1982 | T   | 17 | K. VV Looi Sport Tessenderlo (III)      | R. FC Liégeois (I)              | 0-1       |            |             |
| 29 août 1982 | T   | 18 | K. SC Lokeren (I)                       | Patro Eisden (III)              | 4-1       |            |             |
| 29 août 1982 | T   | 19 | K. Stade Leuven (II)                    | K. White Star Cl. Lauwe (P)     | 3-0       |            |             |
| 29 août 1982 | T   | 20 | R. FC Malmundaria 1904 (P)              | K. SV Waterschei THOR Genk (I)  | 2-7       |            |             |
| 29 août 1982 | T   | 21 | K. SC Eendracht Aalst (II)              | K. SC Menen (III)               | 2-0       |            |             |
| 29 août 1982 | T   | 22 | K. FC Izegem                            | K. SV Cercle Brugge (I)         | 2-2       | 2-3        |             |
| 29 août 1982 | T   | 23 | RWD Molenbeek (I)                       | R. Olympic de Montignies (III)  | 3-0       |            |             |
| 29 août 1982 | T   | 24 | K. FC Duffel (P)                        | K. St-Truidense VV (II)         | 0-1       |            |             |
| 29 août 1982 | T   | 25 | R. Dottignies Sport (III)               | R. FC Sérésien (I)              | 0-1       |            |             |
| 29 août 1982 | T   | 26 | K. Boom FC (II)                         | VK Ninove (III)                 | 2-2       | 3-2        |             |
| 29 août 1982 | T   | 27 | R. AA Louviéroise (II)                  | Eendracht Gerhees Oostham (III) | 0-3       |            |             |
| 29 août 1982 | T   | 28 | FC Testelt (III)                        | Club Brugge KV (I)              | 0-6       |            |             |
| 29 août 1982 | T   | 29 | K. Berchem Sport (II)                   | Zonhoven V&V (P)                | 2-2       | 4-2        |             |
| 29 août 1982 | T   | 30 | V&V Overpelt-Fabriek (II)               | K. AA Gent (I)                  | 1-2       |            |             |
| 29 août 1982 | T   | 31 | R. Francs Borains Boussu-Bois-Él. (Hai) | R. Standard CL (I)              | 0-3       |            |             |
| 29 août 1982 | T   | 32 | Racing Jet Bruxelles (III)              | R. Antwerp FC (I)               | 0-1       |            |             |

## Seizièmes de finale

### Participants

#### par Régions
| Régions         | Total | D1 | D2 | D3 |
| --------------- | ----- | -- | -- | -- |
| Bruxelles       | 2     | 2  | 0  | 0  |
| Région flamande | 26    | 13 | 12 | 1  |
| Région wallonne | 4     | 3  | 1  | 0  |
| TOTAUX          | 32    | 18 | 13 | 1  |

#### par Provinces
Plus de représentant namurois.
| # | Provinces                                                                    | Total | Div. 1 | Div. 2 | Div. 3 |
| - | ---------------------------------------------------------------------------- | ----- | ------ | ------ | ------ |
| 1 | Province d'Anvers                                                            | 7     | 3      | 4      | 0      |
| 2 | Province de Brabant Région de Bruxelles-Capitale Province du Brabant flamand | 4 2   | 2 0    | 2 0 2  | 0 0    |
| 3 | Province de Flandre-Occidentale                                              | 5     | 4      | 1      | 0      |
| 4 | Province de Flandre-Orientale                                                | 5     | 3      | 2      | 0      |
| 5 | Province de Hainaut                                                          | 1     | 0      | 1      | 1      |
| 6 | Province de Liège                                                            | 3     | 3      | 0      | 0      |
| 7 | Province de Limbourg                                                         | 7     | 3      | 3      | 1      |
|   | TOTAUX                                                                       | 32    | 18     | 13     | 1      |

### Résultats 1/16es
Les matches sont joués du mercredi 27 au dimanche 31 octobre 1982.
- 32 clubs pour 16 rencontres.
  - Il ne reste plus que des clubs de « D1 », à l'exception de l'Eendracht Alost qui s'est s'imposée au stade stade Den Dreef, fief d'un autre résident de Division 2
  - THOR Waterschei, tenant du trophée, est éliminé.
  - L'E. Gerhees est sortie à la suite d'un derby bien trop disproportionné.

| Dates           | Niv | N° | Équipe 1                | Équipe 2                        | Score 90' | Score 120' | Tirs au but |
| 27 octobre 1982 | S   | 1  | R. SC Anderlechtois (I) | K. RC Mechelen (II)             | 3-1       |            |             |
| 30 octobre 1982 | S   | 2  | K. FC Winterslag (I)    | Eendracht Gerhees Oostham (III) | 6-1       |            |             |
| 30 octobre 1982 | S   | 3  | K. St-Truidense VV (II) | K. SC Lokeren (I)               | 0-3       |            |             |
| 30 octobre 1982 | S   | 4  | R. Charleroi SC (II)    | K. SV Cercle Brugge (I)         | 0-5       |            |             |
| 30 octobre 1982 | S   | 5  | KV Mechelen (II)        | K. SV Waregem (I)               | 1-2       |            |             |
| 30 octobre 1982 | S   | 6  | Club Brugge KV (I)      | K. Beerschot VAV (I)            | 4-0       |            |             |
| 30 octobre 1982 | S   | 7  | R. Standard CL (I)      | K. SV Waterschei THOR Genk (I)  | 2-1       |            |             |
| 31 octobre 1982 | S   | 8  | SK Beveren (I)          | K. SV Oudenaarde (II)           | 4-0       |            |             |
| 31 octobre 1982 | S   | 9  | K. SK Tongeren (I)      | K. Boom FC (II)                 | 1-0       |            |             |
| 31 octobre 1982 | S   | 10 | K. Stade Leuven (II)    | K. SC Eendracht Aalst (II)      | 0-1       |            |             |
| 31 octobre 1982 | S   | 11 | K. RC Harelbeke (II)    | KV Kortrijk (I)                 | 0-0       | 0-0        | 2-4         |
| 31 octobre 1982 | S   | 12 | R. Antwerp FC (I)       | K. Berchem Sport (II)           | 4-2       |            |             |
| 31 octobre 1982 | S   | 13 | R. FC Liégeois (I)      | R. FC Sérésien (I)              | 4-1       |            |             |
| 31 octobre 1982 | S   | 14 | RWD Molenbeek (I)       | K. SC Hasselt (II)              | 3-3       | 4-3        |             |
| 31 octobre 1982 | S   | 15 | K. Beringen FC (II)     | K. Lierse SK (I)                | 0-1       |            |             |
| 31 octobre 1982 | S   | 16 | K. FC Diest (II)        | K. AA Gent (I)                  | 2-2       | 2-4        |             |

## Huitièmes de finale

### Participants

#### par Régions
| Régions         | Total | D1 | D2 |
| --------------- | ----- | -- | -- |
| Bruxelles       | 2     | 2  | 0  |
| Région flamande | 12    | 11 | 1  |
| Région wallonne | 2     | 2  | 0  |
| TOTAUX          | 16    | 15 | 1  |

#### par Provinces
Plus de cercle ni du Brabant flamand, ni du Hainaut.
| # | Provinces                                        | Total | Div. 1 | Div. 2 |
| - | ------------------------------------------------ | ----- | ------ | ------ |
| 1 | Province d'Anvers                                | 2     | 2      | 0      |
| 2 | Province de Brabant Région de Bruxelles-Capitale | 2     | 2 2    | 0 0    |
| 3 | Province de Flandre-Occidentale                  | 4     | 4      | 0      |
| 4 | Province de Flandre-Orientale                    | 4     | 3      | 1      |
| 6 | Province de Liège                                | 2     | 2      | 0      |
| 7 | Province de Limbourg                             | 2     | 2      | 0      |
|   | TOTAUX                                           | 16    | 15     | 1      |

### Résultats 1/8es
Les matches sont joués le samedi 8 janvier 1983.
- 16 clubs pour 8 rencontres.
  - Une rencontre donne lieu à un « replay ».
  - Elimination conjointe d'Anderlecht et du Standard.
  - Il n' y a plus que des équipes de l'élite encore engagées.

| Dates          | Niv | N° | Équipe 1                   | Équipe 2                | Score 90' | Score 120' | Tirs au but |
| 8 janvier 1983 | H   | 1  | K. FC Winterslag (I)       | R. SC Anderlechtois (I) | 2 – 1     |            |             |
| 9 janvier 1983 | H   | 2  | K. AA Gent (I)             | R. Antwerp FC (I)       | 1-1       | 1-1        | Replay      |
| 9 janvier 1983 | H   | 3  | K. Lierse SK (I)           | K. SV Cercle Brugge (I) | 2-0       |            |             |
| 9 janvier 1983 | H   | 4  | KV Kortrijk (I)            | Club Brugge KV (I)      | 0-1       |            |             |
| 9 janvier 1983 | H   | 5  | K. SC Eendracht Aalst (II) | SK Beveren (I)          | 0-1       |            |             |
| 9 janvier 1983 | H   | 6  | K. SC Lokeren (I)          | R. Standard CL (I)      | 3 – 0     |            |             |
| 9 janvier 1983 | H   | 7  | K. SK Tongeren (I)         | RWD Molenbeek (I)       | 1-3       |            |             |
| 9 janvier 1983 | H   | 8  | R. FC Liégeois (I)         | K. SV Waregem (I)       | 1-2       |            |             |

### Replay 1/8es
Ce match est rejoué le mercredi 2 février 1983.
- 2 clubs pour 1 rencontre.
  - Le « replay » est remporté par les Buffalos.

| Dates          | Niv | N° | Équipe 1          | Équipe 2       | Score 90' | Score 120' | Tirs au but |
| 2 février 1983 | H   | 2r | R. Antwerp FC (I) | K. AA Gent (I) | 0-1       |            |             |

## Quarts de finale

### Participants

#### par Régions
| Régions         | Total | D1 |
| --------------- | ----- | -- |
| Région flamande | 8     | 8  |
| TOTAUX          | 8     | 8  |

#### par Provinces
| # | Provinces                                        | Total | Div. 1 |
| - | ------------------------------------------------ | ----- | ------ |
| 1 | Province d'Anvers                                | 1     | 1      |
| 2 | Province de Brabant Région de Bruxelles-Capitale | 1     | 1 1    |
| 3 | Province de Flandre-Occidentale                  | 2     | 2      |
| 4 | Province de Flandre-Orientale                    | 3     | 3      |
| 7 | Province de Limbourg                             | 1     | 1      |
|   | TOTAUX                                           | 8     | 8      |

### Résultats Quarts de finale
Les matchs « aller » sont joués le dimanche 27 février 1983, alors que les « retour » se disputent le mercredi 23 mars 1982.
- 8 clubs pour  4 rencontres « aller/retour »
  - Trois « Flandriens » et un Anversois pour se disputer le trophée.

| Dates           | Niv | N°  | Équipe 1             | Équipe 2             | Score 90' | Score 120' | Tirs au but |
| 27 février 1983 | Q   | 1 A | K. SC Lokeren (I)    | RWD Molenbeek (I)    | 0-0       |            |             |
| 23 mars 1983    | Q   | 1 R | RWD Molenbeek (I)    | K. SC Lokeren (I)    | 2-3       |            |             |
| 27 février 1983 | Q   | 2 A | SK Beveren (I)       | K. FC Winterslag (I) | 4-0       |            |             |
| 23 mars 1983    | Q   | 2 R | K. FC Winterslag (I) | SK Beveren (I)       | 1-0       |            |             |
| 27 février 1983 | Q   | 3 A | Club Brugge KV (I)   | K. AA Gent (I)       | 2-1       |            |             |
| 23 mars 1983    | Q   | 3 R | K. AA Gent (I)       | Club Brugge KV (I)   | 1-3       |            |             |
| 27 février 1983 | Q   | 4 A | K. SV Waregem (I)    | K. Lierse SK (I)     | 1-0       |            |             |
| 23 mars 1983    | Q   | 4 R | K. Lierse SK (I)     | K. SV Waregem (I)    | 2-0       |            |             |

## Demi-finales

### Participants

#### par Régions
| Régions         | Total | D1 |
| --------------- | ----- | -- |
| Région flamande | 4     | 4  |
| TOTAUX          | 4     | 4  |

#### par Provinces
Encore en lice, il n'y a plus ni Bruxellois, ni Limbourgeois.
| # | Provinces                       | Total | Div. 1 |
| - | ------------------------------- | ----- | ------ |
| 1 | Province d'Anvers               | 1     | 1      |
| 3 | Province de Flandre-Occidentale | 1     | 1      |
| 4 | Province de Flandre-Orientale   | 2     | 2      |
|   | TOTAUX                          | 4     | 4      |

### Résultats Demi-finales
Les demi-finales « aller » sont jouées le mercredi 1er juin 1983, tandis que les parties « retour » ont lieu trois jours plus tard, soit le samedi 4 juin 1982.
- 4 équipes pour deux rencontres « aller/retour »
  - Comme un an plus tôt, mais au stade des Quarts de finale, on retrouve un duel entre les deux principaux cercles waeslandiens. Le verdict est similaire.
  - De son côté, le « Club Brugeois » fait la différence dès la manche aller.

| Dates         | Niv | N°  | Équipe 1           | Équipe 2           | Score 90' | Score 120' | Tirs au but |
| 1er juin 1983 | D   | 1A  | K. SC Lokeren (I)  | SK Beveren (I)     | 1-3       |            |             |
| 4 juin 1983   | D   | 1 R | SK Beveren (I)     | K. SC Lokeren (I)  | 2-1       |            |             |
| 1er juin 1983 | D   | 2 A | Club Brugge KV (I) | K. Lierse SK (I)   | 3-0       |            |             |
| 4 juin 1983   | D   | 2 R | K. Lierse SK (I)   | Club Brugge KV (I) | 2-1       |            |             |

## Finale
La finale est jouée le samedi 11 juin 1983, sur le terrain du stade du Heysel de Bruxelles. 
| SK Beveren |

| Club Brugge KV |

| SK Beveren |

| Club Brugge KV |

| SK Beveren :               |    |                   |  |     |
|                            |    |                   |  |     |
| Gardien de but             | 1  | Filip De Wilde    |  |     |
| Déf                        | 2  | Eddy Jaspers      |  |     |
| Déf                        | 3  | Paul Lambrichts   |  |     |
| Déf                        | 4  | Philippe Garot    |  |     |
| Déf                        | 5  | Marc Baecke       |  |     |
| Mil                        | 6  | Patrick Stalmans  |  |     |
| Mil                        | 7  | Paul Theunis      |  |     |
| Mil                        | 8  | Heinz Schönberger |  |     |
| Att                        | 9  | Peter Creve       |  |     |
| Att                        | 10 | Ronny Martens     |  | 62e |
| Att                        | 11 | Erwin Albert      |  |     |
| Remplaçants :              |    |                   |  |     |
| Mil                        |    | Marek Kusto       |  | 62e |
| -                          |    |                   |  |     |
| Entraîneur : Urbain Braems |    |                   |  |     |
|                            |    |                   |  |     |

| Club Brugge KV :           |    |                    |        |     |
|                            |    |                    |        |     |
| Gardien de but             | 1  | Birger Jensen      |        |     |
| Déf                        | 2  | Luc Vanwalleghem   | Averti |     |
| Déf                        | 3  | Ronald Spelbos     |        |     |
| Déf                        | 4  | Antoni Szymanowski |        |     |
| Déf                        | 5  | Peter Nilsson      |        |     |
| Mil                        | 6  | Luc Hinderyckx     |        |     |
| Mil                        | 7  | Jacky Debougnoux   |        | 46e |
| Mil                        | 8  | Jan Ceulemans      |        |     |
| Mil                        | 9  | Guy Dardenne       |        |     |
| Att                        | 10 | Willy Carbo        |        | 79e |
| Att                        | 11 | Willy Wellens      |        |     |
| Remplaçants :              |    |                    |        |     |
| Mil                        |    | Daniël De Cubber   |        | 46e |
| Déf                        |    | Johan Renier       |        | 79e |
| Entraîneur : Georg Kessler |    |                    |        |     |
|                            |    |                    |        |     |

### Sources et liens externes
- Archives de l'ASBL Foot100
- Archives des journaux et quotidiens de l'époque